# Hanoniscus nichollsi
Hanoniscus nichollsi är en kräftdjursart som beskrevs av Bowley 1935. Hanoniscus nichollsi ingår i släktet Hanoniscus och familjen Oniscidae. Inga underarter finns listade i Catalogue of Life.